# NRP Guadiana
O NRP Guadiana foi um contratorpedeiro da Marinha Portuguesa que foi construído no Arsenal da Marinha. Foi lançado à água a 10 de maio de 1915.